# Akkrum vasútállomás
Akkrum vasútállomás vasútállomás Hollandiában, Heerenveen településen. Az állomást a Nederlandse Spoorwegen üzemelteti.

## Vasútvonalak
Az állomást az alábbi vasútvonalak érintik:
- Arnhem–Leeuwarden-vasútvonal

## Kapcsolódó állomások
A vasútállomáshoz az alábbi állomások vannak a legközelebb:
- Grou-Jirnsum vasútállomás
- Heerenveen vasútállomás